# شیمی آلی آزمایشگاهی (ارگانیکم)
شیمی آلی آزمایشگاهی (ارگانیکم) کتابی از شوتلیک با ترجمهٔ محمدرضا یزدانبخش است که در سال ۱۳۶۵ منتشر و در مراسم کتاب سال جمهوری اسلامی ایران به‌عنوان کتاب برگزیده معرفی شد.